# Danish Taimoor
Danish Taimoor ( urdu : دانش تیمور ), född 16 februari 1983, är en pakistansk skådespelare, producent, programledare och före detta fotomodell.
Taimoor började sin skådespelarkarriär 2005 och är känd för sina roller som porträtterar en form av giftig maskulinitet i urdu -tv-serier, särskilt sedan hans antihjälteavatar med 2018-2019 drama Ab Dekh Khuda Kya Karta Hai .  Han har också arbetat på bio.
Hans anmärkningsvärda dramer inkluderar Rehaai (2013), Ab Dekh Khuda Kya Karta Hai (2018-2019), Deewangi (2019-2020), Ishq Hai (2021) och Kaisi Teri Khudgarzi (2022).

## Uppväxt och utbildning
Taimoor föddes den 16 februari 1983 i Karachi och tog sin MBA från University of Karachi.

## Karriär

### Skådespelare
Taimoor var en fotomodell innan han blev skådespelare. Han började sin skådespelarkarriär på tv 2005 med skräckdramat Mystery Series , med i två avsnitt, Do Saal Baad och Dracula , som sändes på Indus Vision.  Han agerade senare i talrika tv-serier samt telefilmer. Han gjorde sin filmdebut med Yasir Jaswals thriller Jalaibee 2015.

### Producent
2016 producerade Taimoor dramat Shehrnaz , med hans fru Ayeza i huvudrollen. 2018 producerade han och spelade huvudrollen i Haara Dil.

## Privatliv
Den 8 augusti 2014 gifte han sig med skådespelerskan Ayeza Khan .